# Columbo: Zwei Leben an einem Faden
Zwei Leben an einem Faden (Originaltitel: A Stitch in Crime) ist eine erstmals im Rahmen der NBC-Sunday-Mystery-Movie-Serie gesendete Episode der Kriminalfilm-Reihe Columbo aus dem Jahr 1973. Die deutschsprachige Erstausstrahlung der sechsten Folge der zweiten Staffel folgte 1975 im Deutschen Fernsehen. Der US-amerikanische Schauspieler Leonard Nimoy verkörpert als Herzchirurg Dr. Barry Mayfield den Gegenspieler von Inspektor Columbo, dargestellt von Peter Falk.

## Handlung

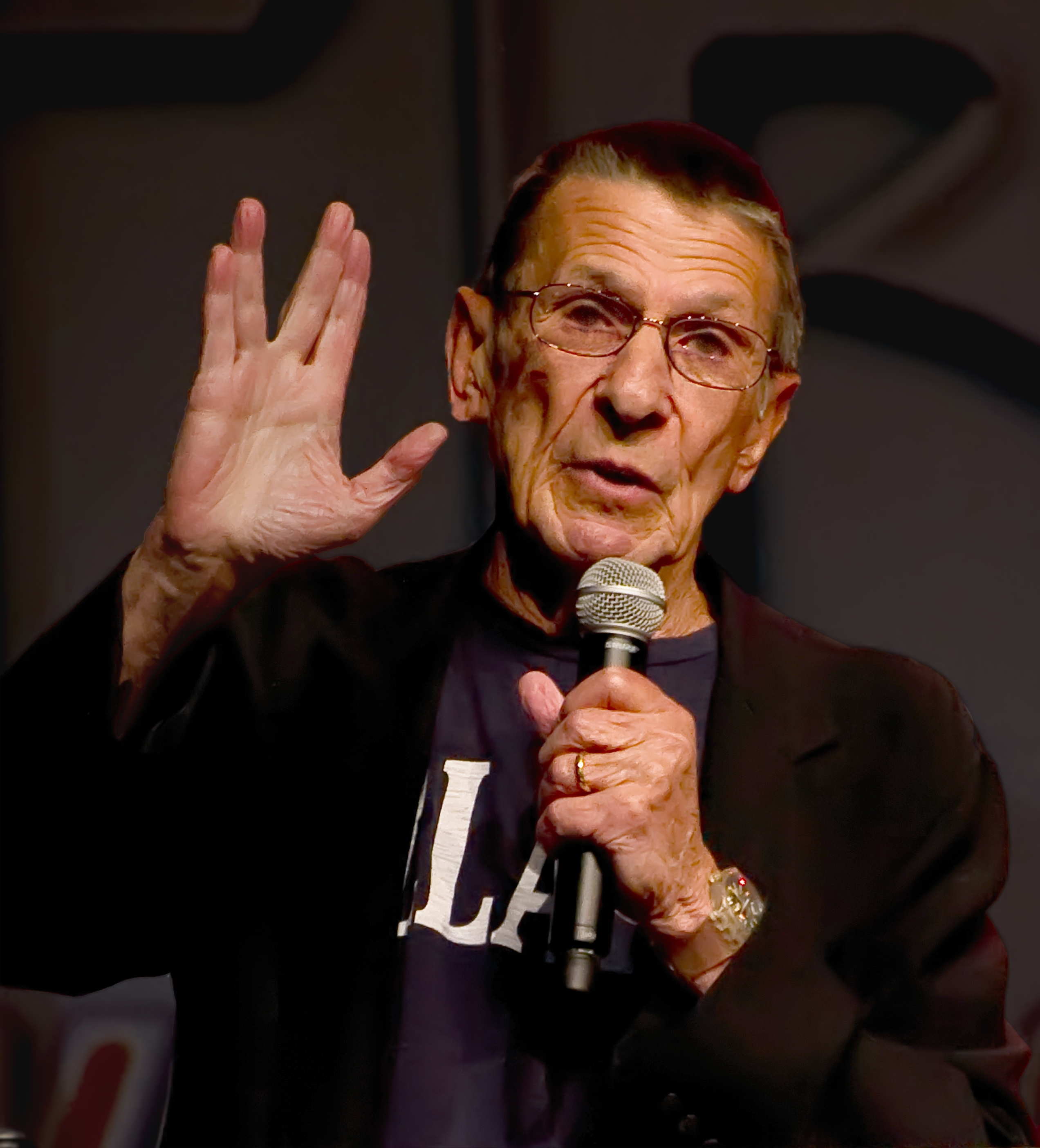
Leonard Nimoy spielte als Herzchirurg Dr. Barry Mayfield den Mörder

Dr. Barry Mayfield arbeitet als anerkannter Herzchirurg in einem Krankenhaus. Gemeinsam mit seinem Kollegen Dr. Edmund Hiedeman forscht er an einem Medikament, das der Abstoßungsreaktion nach einer Herztransplantation entgegenwirken soll. Während Hiedeman die Versuchsreihe gewissenhaft fortsetzen möchte, drängt der ungeduldige Mayfield auf eine Veröffentlichung der Ergebnisse, bevor ihnen andere Wissenschaftler zuvorkommen. Als Hiedeman mit einem leichten Herzinfarkt in seine eigene Klinik eingeliefert wird, kann er die schon über einen längeren Zeitraum hinausgezögerte Operation nicht länger aufschieben. Trotz der Meinungsverschiedenheiten vertraut er Mayfield, der den Einsatz einer neuen Herzklappe vornehmen soll. Doch der ehrgeizige Arzt sieht die Gelegenheit gekommen, seinen Partner loszuwerden und die Verdienste des Forschungsprojektes für sich alleine in Anspruch zu nehmen. Im Verlauf des chirurgischen Eingriffes verwendet er unbemerkt resorbierbares Nahtmaterial zur Befestigung der Ersatzklappe. Die aufmerksame Krankenschwester Sharon Martin, die Hiedeman nahesteht und ohnehin an der Aufrichtigkeit Mayfields zweifelt, entdeckt im Operationssaal Reste der ungeeigneten Fäden. Sie konfrontiert ihn mit ihren Vermutungen und vereinbart zwecks Analyse bei einem medizinischen Labor einen Termin für den nächsten Morgen. Auf dem Weg zu ihrem Wagen im Parkhaus wird sie von Mayfield mit einem Reifenheber erschlagen. Er nimmt ihre Wohnungsschlüssel sowie die belastenden Proben an sich. Anschließend verwüstet er Martins Wohnung und versteckt zwei Morphinflaschen unterhalb des Waschbeckens, um den Anschein zu erwecken, ein Rauschgiftsüchtiger sei auf der Suche nach Betäubungsmitteln gewesen.
Die Polizei um Inspektor Columbo findet am Tatort keine hilfreichen Spuren. Für weitere Ermittlungen sucht er Mayfield in seinem Büro auf. Obwohl dieser im selben Augenblick die Nachricht vom Tod der Krankenschwester telefonisch erhält, besitzt er zu Columbos Erstaunen die Geistesgegenwart, seine Schreibtischuhr zu stellen. Später befragt der Inspektor Martins Mitbewohnerin Marsha Dalton, die aber kein Motiv für die Tat benennen kann. Bei der gleichzeitigen Hausdurchsuchung wird das Morphium entdeckt. Columbo zweifelt jedoch an einem Raubüberfall durch einen Drogenabhängigen, da sich weder an den Flaschen, noch an der Tatwaffe aus dem Parkhaus Fingerabdrücke befinden. Außerdem bereitet ihm eine handschriftliche Notiz des Opfers Kopfzerbrechen, aus der hervorgeht, dass sich Martin mit einem gewissen „MAC“ treffen wollte. Mayfield sieht sich gezwungen, die polizeilichen Ermittlungen wieder in die von ihm gewünschte Richtung zu lenken. Er verabredet sich mit Dalton und suggeriert ihr den Namen einer Person aus dem persönlichen Umfeld der Ermordeten, die als Verdächtiger infrage kommt. Sie berichtet dem Inspektor umgehend von ihrem Gespräch mit Mayfield. Doch der besagte Vietnam-Veteran Harry Alexander arbeitet mittlerweile als Pfleger in einem Streichelzoo und versichert glaubhaft, sowohl seine Sucht überwunden als auch die Beziehung zu Martin vor längerer Zeit beendet zu haben. Daraufhin verschafft sich Mayfield Zugang zu dessen Wohnung, betäubt ihn bei seiner Rückkehr und injiziert ihm eine hohe Dosis Morphium. Bald danach stürzt Alexander im Drogenrausch eine Treppe hinunter. Trotz der Indizien ist Columbo nach wie vor nicht von der Schuld des Zufallsopfers überzeugt: Die Einstichstelle befindet sich im linken Arm und kann folglich nicht von ihm selbst als Linkshänder stammen.
Bei einem Besuch in Hiedemans Krankenzimmer erkennt der Inspektor durch Zufall die wahre Bedeutung von Martins Vermerk: „MAC“ steht für die Initialen einer Firma, die medizinische Artikel herstellt und die Klinik unter anderem mit Nahtmaterial beliefert. Martin wollte am Tag nach ihrer Ermordung einen Chemiker des Unternehmens aufsuchen. Mit dieser Erkenntnis stellt Columbo, der sich zwischenzeitlich mit den unterschiedlichen Fadentypen vertraut gemacht hat, Mayfield zur Rede. Er hält ihn zweifelsohne für den Mörder und droht, im Fall des absehbaren Todes von Hiedeman eine Autopsie durchführen zu lassen. Wieder ist Mayfield zum Handeln gezwungen. Er erhöht die Medikamentendosierung des Patienten, sodass der daraus resultierende Herzanfall den Eindruck erweckt, die eingesetzte Herzklappe würde nicht zuverlässig funktionieren. Bei einem erneuten Austausch sollen die verräterischen Fäden ebenfalls ersetzt werden. Unmittelbar im Anschluss an die Notoperation durchsuchen die Polizisten den Operationssaal nach dem alten Material. Mayfield ist aufgebracht und schiebt den Inspektor auf dem Weg zum Ausgang beiseite. Nachdem die Suche erfolglos beendet worden ist, gesteht Columbo seinen Irrtum ein und verabschiedet sich vom erleichterten Kontrahenten. Kurze Zeit später kehrt er zurück, um seiner Verwunderung über die kurzzeitige Unbeherrschtheit des sonst gemütsarmen Arztes Ausdruck zu verleihen. Er greift in die Tasche seines bereits abgelegten Kittels und findet die fraglichen Fäden als fehlendes Beweisstück. Die einzige Person, die nicht kontrolliert worden ist, sei er selbst gewesen.

## Hintergrund
In Deutschland begann die Ausstrahlung der regulären Folgen nach den bereits gesendeten Pilotfilmen erst im Februar 1975. Zu dieser Zeit behielt sich der öffentlich-rechtliche Rundfunk vor, das Originalmaterial zunächst zu sichten und aufgrund inhaltlicher Bedenken zu kürzen oder gar nicht zu senden. Auf die ursprüngliche Reihenfolge der Episoden wurde dabei keine Rücksicht genommen. Nachdem die ARD die ersten beiden Staffeln erworben hatte, wurde Zwei Leben an einem Faden als Startfolge der Serie ausgewählt. Da Nimoy als Spock in der Fernsehserie Raumschiff Enterprise für herausragende Einschaltquoten beim Konkurrenzsender ZDF mitverantwortlich war, wollten die Programmplaner die Beliebtheit des Schauspielers nutzen, um Columbo in der Publikumsgunst zu befördern.
Leonard Nimoy erzählte über seine Beteiligung an der Episode und der Zusammenarbeit mit seinem Filmpartner: “That was one of the projects the studio offered that I was interested in. Being under contract with that studio and not being assigned to play a lead in a series, I was concerned about doing a lot of guest roles as the guest heavy. I told Sid Sheinberg that I didn’t mind doing a Columbo, but I didn’t want to come out of the studio as the killer of the year. That was my main concern. But I had no qualms about doing Columbo. I thought the series was very well done. […] I had a great time working with Peter Falk. I found him a challenging and delicious actor to work with. Playing opposite a good performer, you play your top game. It’s a challenge that makes you rise to the occasion.” (deutsch: „Das war eines der Projekte, die das Studio anbot und an denen ich interessiert war. Da ich bei dem Studio unter Vertrag stand und nicht an die Hauptrolle einer Serie gebunden war, hatte ich Bedenken, viele Gastrollen als wichtigster Nebendarsteller zu übernehmen. Ich teilte Sid Sheinberg mit, dass es mir nichts ausmachte, einen Columbo zu drehen, aber ich wollte das Studio nicht als Killer des Jahres verlassen. Das war mein Hauptinteresse. Aber ich hatte keine Bedenken, in einem Columbo mitzuspielen. Ich fand die Serie sehr gut gemacht. […] Die Zusammenarbeit mit Peter Falk hat mir viel Spaß bereitet. Ich empfand ihn in der Zusammenarbeit als einen anspruchsvollen und köstlichen Schauspieler. Wenn man einem guten Darsteller gegenübertritt, spielt man selbst herausragend. Es ist ein Wettstreit, der einen dazu bringt, sich dieser Herausforderung zu stellen.“)
Der englische Originaltitel ist abgeleitet vom Sprichwort „a stitch in time (saves nine)“, was wörtlich „ein Stich zur rechten Zeit (erspart dir neun weitere)“ bedeutet. Im übertragenen Sinn hat ein Patient bessere Überlebenschancen, wenn er frühzeitig behandelt wird. Für die erweiterte Fassung sind die über den medizinischen Kontext hinaus geltenden Redewendungen „Gleich getan ist viel gespart“ und „Was du heute kannst besorgen, das verschiebe nicht auf morgen“ passende Interpretationen.

## Besetzung und Synchronisation
Die deutschsprachige Synchronfassung entstand im Jahr 1974 bei der Studio Hamburg Synchron nach einem Dialogbuch von Werner Bruhns.
| Figur               | Darsteller     | Deutscher Sprecher |
| ------------------- | -------------- | ------------------ |
| Lieutenant Columbo  | Peter Falk     | Klaus Schwarzkopf  |
| Gaststars           |                |                    |
| Dr. Barry Mayfield  | Leonard Nimoy  | Rolf Boysen        |
| Sharon Martin       | Anne Francis   | Karin Lieneweg     |
| Marsha Dalton       | Nita Talbot    | Heidi Berndt       |
| Dr. Edmund Hiedeman | Will Geer      | Hans Hessling      |
| Weitere Darsteller  |                |                    |
| Schwester Morgan    | Aneta Corsaut  | Marianne Bernhardt |
| Harry Alexander     | Jared Martin   | Lutz Mackensy      |
| Detective Flores    | Victor Millan  | Hubert Suschka     |
| Paul                | Ken Sansom     |                    |
| Dr. Simpson         | Murray MacLeod | Reent Reins        |
| Dr. Michaelson      | Leonard Simon  | Horst Stark        |
| Tom                 | Ron Stokes     | Volkert Kraeft     |
| Putzfrau            | Patsy Garrett  | Siegrid Hackenberg |

## Rezeption
Die Fernsehzeitschrift TV Spielfilm vergab eine positive Wertung (Daumen hoch): „Solider Columbo mit hinterhältigem Nimoy.“
Der Autor Michael Striss wertete mit drei von vier Sternen (sehr empfehlenswert). Er hob die Leistungen der beiden Hauptdarsteller hervor: „Es ist paradox: Mit großer Freude darf man Columbo auf seinem körperlichen Tiefpunkt erleben. So könnte sich der deutsche Titel durchaus auch auf seinen erbarmungswürdigen Zustand beziehen. Leonard Nimoy dürfte wohl als der kaltschnäuzigste Mörder der gesamten Serie gelten. Er zeigt hier noch weniger Gefühle als sein bekanntermaßen emotionsloses Spitzohr Spock (»Raumschiff Enterprise«).“
Der Autor Mark Dawidziak ergänzte: „Die einzige von Shirl Hendryx geschriebene Episode Zwei Leben an einem Faden ist eine der besten der Serie. Leonard Nimoy, der drei Jahre lang die Rolle des Mr. Spock in Raumschiff Enterprise und zwei Staffeln lang die Rolle des Paris in Kobra, übernehmen Sie gespielt hatte, ist ein äußerst dreister und eingebildeter Widersacher für Columbo. […] Eines der makabersten Beispiele für schwarzen Humor in der Serie taucht in Zwei Leben an einem Faden auf. Columbo kommt müde, unrasiert und hungrig am Tatort an. Er hat ein hartgekochtes Ei bei sich. Er sucht unentwegt nach einem Ort, an dem er es aufschlagen kann. Die Tatwaffe, ein Reifenheber, soll sichergestellt werden. „Warten Sie einen kurzen Moment“, sagt Columbo. „Halten Sie das hierhin“, weist er einen untergeordneten Beamten an. Er betrachtet das schwarze Objekt eine Sekunde lang und klopft dann behutsam mit seinem Ei darauf.“